# جحيم (فلم 1999)
الجحيم (بالإنجليزية: Inferno
، أو 
Desert Heat) هو فيلم أكشن أمريكي، صدر عام 1999، من إخراج جون أفليدسن، وبطولة جان كلود فان دام، و‌داني تريخو، و‌بات موريتا، وهو آخر فيلم من إخراج أفيلدسن قبل وفاته في عام 2017.

## روابط خارجية
- مقالات تستعمل روابط فنية بلا صلة مع ويكي بيانات